# Macrogalea ellioti
Macrogalea ellioti är en biart som först beskrevs av Henri Saussure 1890.  Macrogalea ellioti ingår i släktet Macrogalea och familjen långtungebin. Inga underarter finns listade i Catalogue of Life.